# Basilique Notre-Dame de Chèvremont
Pour les articles homonymes, voir Basilique Notre-Dame, Notre-Dame et Chèvremont (homonymie).
La basilique Notre-Dame de Chèvremont, sise sur la colline de Chèvremont surplombant un méandre de la Vesdre, se trouve sur la commune de Chaudfontaine, dans la province de Liège (Région wallonne de Belgique). C'est un lieu de pèlerinage marial qui remonte au VIIe siècle.

## Histoire

### Château fort de Chèvremont
Des fouilles archéologiques ont relevé des traces de présence humaine sur la colline de Chèvremont remontant à la  préhistoire, avant même qu’il ne s’y trouve un oppidum romain remplacé ensuite par une forteresse mérovingienne. Le lieu a eu une importance stratégique tout au long des siècles.
Au VIe siècle la colline appartient à la dynastie des Pépin. Sainte Begge († 693) aurait vécu avec son époux Ansegisel dans le château fort de Chèvremont, d’où elle aurait pris la fuite, après la mort de son mari, menacée par leur fils adoptif voulant prendre le pouvoir. Begge se réfugie à Andenne où elle termine sa vie au monastère qu’elle y avait fondé. Pépin de Herstal reprend le château et y fonde une abbaye.
Dès le VIIe siècle on vénère à Chèvremont une statue de la Vierge appelée Notre Dame du Château Neuf, Mère de la Miséricorde.
Au Xe siècle le château fort de Chèvremont est réputé imprenable. C’est là que se réfugie la population locale, avec les reliques des saint Lambert, Remacle et d’autres trésors, lors de l’invasion des Normands.  Les dotations à l’abbaye se multiplient. Chèvremont devient un domaine puissant qui suscite convoitise et crainte.  En 987, l’impératrice Théophano du Saint-Empire romain germanique, avec la complicité de Notger, prince évêque de Liège, conquiert le château fort de Chèvremont. Il est rasé.
Pendant les siècles qui suivent, cependant, les pèlerinages à la Vierge du Château Neuf continuent, même si à Chèvremont les pèlerins doivent se recueillir dans une chapelle en ruine.

### Chapelle des jésuites anglais
Chassés d’Angleterre par la persécution de Henri VIII, les jésuites anglais en exil fondent un collège à Liège en 1613. Ils construisent une chapelle sur la colline de Chèvremont (1688).  Au-dessus de la statue de Notre Dame de la Miséricorde qui domine le maître-autel on peut encore voir la date et y lire l’invocation 16 S. MARIA ORA PRO ANGLIA 88.

### Basilique de Chèvremont

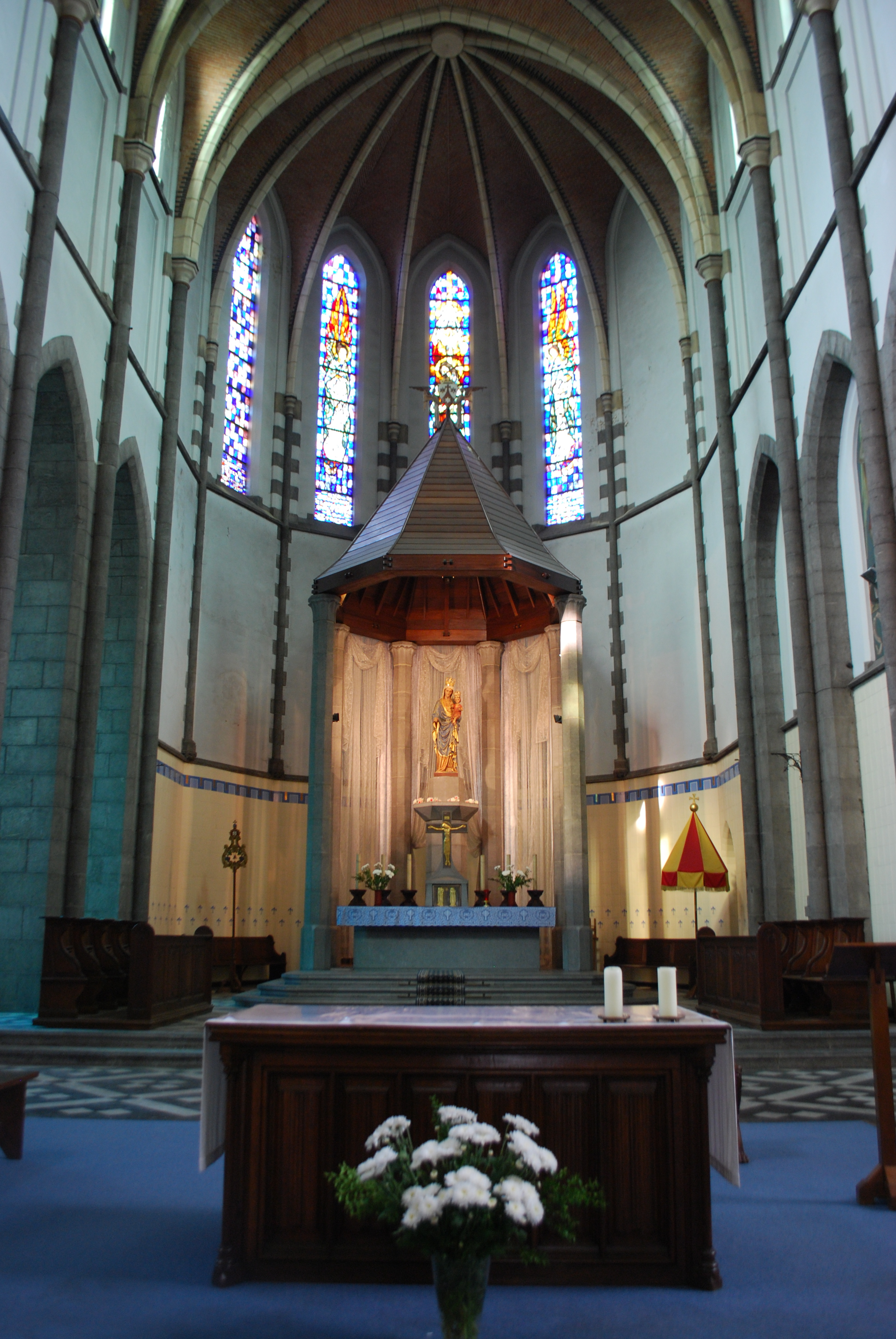
Le chœur de la basilique.

Pendant toute la première moitié du XIXe siècle les visites et pèlerinages vont s’amplifiant, au point que Chèvremont devient un centre économique de la région : boutiques, débits de boissons et restaurants se multiplient sur la colline. De cette époque date la fricassèye di Tchivrimont (fricassée de Chèvremont) un plat traditionnel régional proposé aux visiteurs. L’ouverture en 1863 de la ligne de chemin de fer Liège-Verviers, avec halte à Chaudfontaine, augmente encore le nombre de pèlerins et touristes.
Le 4 mai 1874 plus de 20 000 personnes sont en pèlerinage à Chèvremont, afin d'y prier pour le pape Pie IX, spolié de ses états (à la suite de l'unification italienne de 1870). L’évêque de Liège, Théodore de Montpellier saisit l'occasion pour lancer un appel à l'érection d'un couvent sur la colline. Il cède le terrain aux pères carmes à condition qu’une équipe se mette au service pastoral et spirituel des pèlerins et qu’ils construisent une basilique digne d’accueillir les pèlerins. Les travaux commencent en 1877. Si les Carmes peuvent occuper leur couvent en 1878 — un bâtiment inachevé mais suffisamment habitable — la construction de l’église fut plus lente. Interrompue par manque d’argent en 1882, elle est reprise en 1897 et achevée deux ans plus tard. Victor-Joseph Doutreloux évêque de Liège consacre l’édifice le 8 septembre 1899, fête de la nativité de la Vierge Marie.
Il reste à construire le clocher sur lequel on prévoit d’ériger une statue de Notre-Dame. La Première Guerre mondiale fait abandonner le projet. Ce dernier projet ne fut jamais réalisé. Au contraire, dès le 4 août 1914, la colline de Chèvremont souffre le feu de l’artillerie allemande visant Chaudfontaine dont le fort tout proche fait partie de la chaîne de défense de la ville de Liège. 80 obus tombent sur le couvent, l’église et les alentours. Les dégâts sont considérables. Le 13 août le fort de Chaudfontaine saute ; 70 soldats y perdent la vie. La désolation est grande.
Grâce aux indemnités de guerre la reconstruction ne tarde pas. Le 9 septembre 1923, un grand pèlerinage est organisé durant lequel la statue Notre-Dame de Chèvremont est solennellement couronnée. Quelque 40 000 personnes montent sur la colline de Chèvremont ce jour-là. En 1928, le pape Pie XI élève l’église au rang de basilique mineure, reconnaissant ainsi Chèvremont comme centre de pèlerinage marial. 

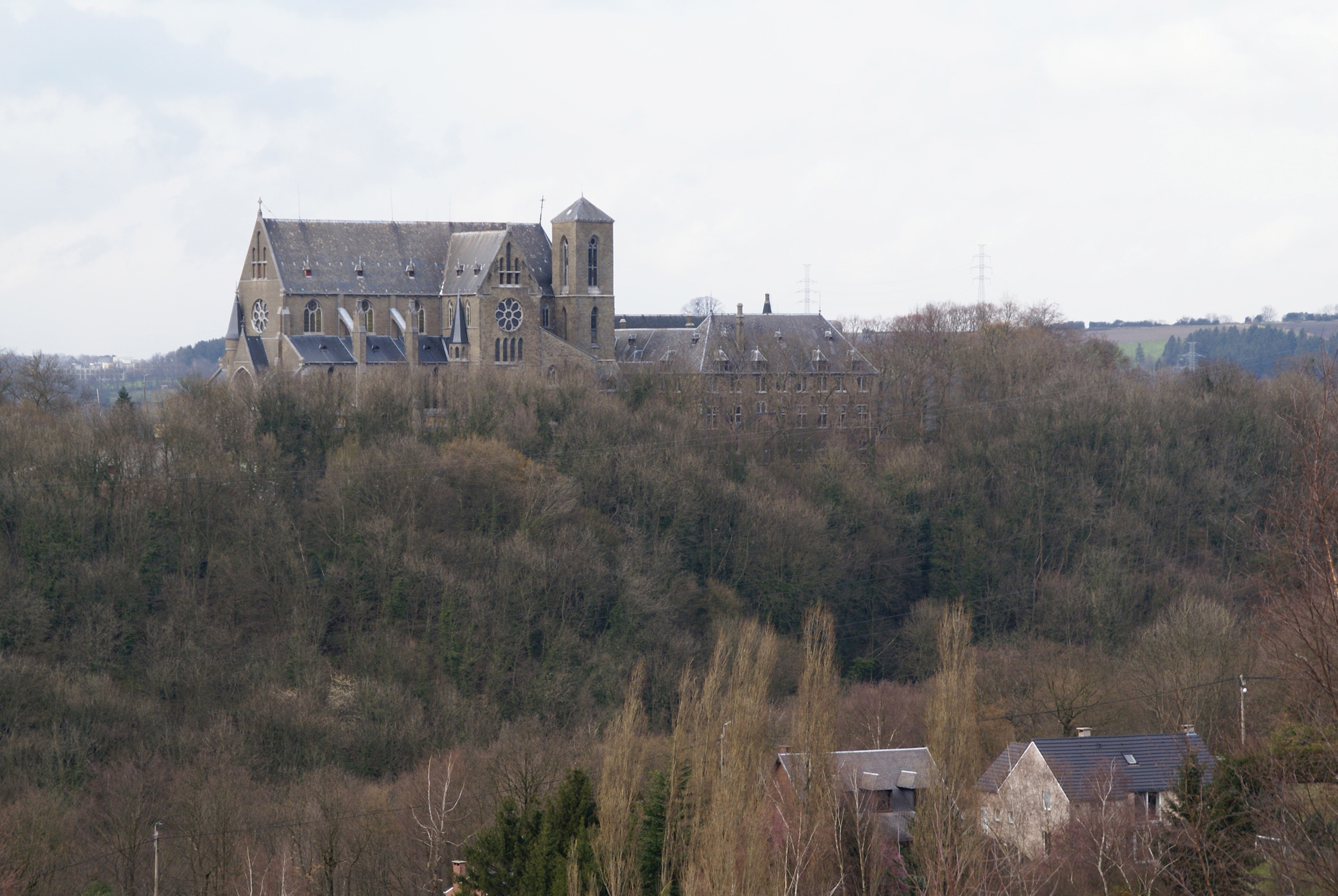
La basilique vue depuis le fort de Chaudfontaine.

Au début de la Seconde Guerre mondiale, le 10 mai 1940, la colline de Chèvremont est de nouveau bombardée. Le fort de Chaudfontaine est de nouveau visé. À Chèvremont les dégâts sont importants : la basilique est éventrée, la voûte s’est effondrée, les vitraux sont en miettes. Nouvelle visite des bombes volantes, le 23 novembre 1944. Des dégâts supplémentaires sont occasionnés ; seule la petite chapelle des Jésuites anglais est épargnée.
La reconstruction commence en 1946, avec l’aide de prisonniers allemands. Mais l’argent manque. Une émission philatélique, avec timbres à surcharge, est émise en 1948 pour récolter de l’argent. Mais d’une manière générale la popularité de Chèvremont a fortement baissé. La dévotion mariale s’est déplacée vers Banneux — village éloigné d’une quinzaine de kilomètres à peine de Chèvremont — où des apparitions mariales eurent lieu en 1933.

## AuXXIesiècle
Sur le site de Chèvremeont se trouvent :
- la petite chapelle pentagonale dite chapelle des Jésuites anglais. Elle recèle la Vierge miraculeuse de Chèvremont, petite statue en bois, haute de 75 cm du XVIIe siècle. Sur le chemin qui mène à la chapelle, se trouvent sept oratoires, illustrant les sept Douleurs de la mère de Jésus.
- la basilique des pères carmes, une église de style néo-gothique, dont le clocher ne fut jamais construit. Même si elle dut être deux fois reconstruite, elle garde l’aspect voulu par son architecte de la fin du XIXe siècle, Edmond Jamar.

Fin octobre 2020, la basilique est rachetée par un promoteur immobilier pour y aménager une septantaine de logements,. La basilique est désacralisée deux ans plus tard et le projet immobilier revu à la baisse ne prévoit plus que 41 logements,.

## Traditions
- À l’instar de ce que fit Romain Maes, le vainqueur du Tour de France 1935, pour les cyclistes et sportifs flamands, un pèlerinage annuel des sportifs wallons fut créé en 1942. Tous les ans depuis lors, des sportifs viennent prier Notre-Dame de Chèvremont, proclamée en 1953 patronne des sportifs wallons (Pie XII)[5].
- Une fête de la Fricassèye di Tchivrimont a lieu tous les ans durant le mois de septembre.[réf. nécessaire]
- En 1999 le film La Rivale (avec Michèle Morgan) fut tourné sur le site de Chèvremont.[réf. nécessaire]
- Il était d'usage autrefois pour les « grands » communiants de faire un pèlerinage à Chèvremont le lundi ; beaucoup y organisaient aussi un « goûter d'amis » dans une des nombreuses « laiteries » réputées pour leurs tartes en plus de la fricassée. Cette coutume est évoquée à plusieurs reprises par Georges Simenon[6].

## Philatélie
En 1948, une série de quatre timbres postaux, avec surcharge, furent émis par les services postaux belges. La « surcharge postale » contribua aux frais de reconstruction de la basilique. Les timbres résument bien l’histoire des lieux : le premier représente sainte Begge, le second la chapelle des Jésuites anglais, le troisième, la basilique et le quatrième l’ordre des Carmes, au service du sanctuaire depuis presque un siècle.